# McKinney Avenue Transit Authority
El McKinney Avenue Transit Authority (MATA) es un sistema de tranvía que abastece al área metropolitana de Dallas, Texas con la línea M . Inaugurado el 22 de julio de 1989, actualmente la línea M cuenta 40 estaciones. La línea opera en McKinney Avenue en Uptown. El nombre de "M-Line"fue adoptado en 2002, aunque el servicio es comúnmente conocido como el "McKinney Avenue trolley" (or streetcar), al igual que "M-Line".